# قائمة المواضيع المنسوبة إلى برنارد ريمان
سميت العديد من المواضيع نسبة إلى عالم الرياضيات برنارد ريمان ومنها:
- تكامل ريمان,
- تكامل ريمان المعمم,
- تكامل ريمان المتعدد,
- شروط ريمان,
- فرضية ريمان,
- فرضية ريمان المعممة,
- فرضية ريمان الكبرى،
- معادلات كوشي-ريمان,
- معضلة ريمان،
- مبرهنة ريمان-غوش،
- مبرهنة متسلسلات ريمان،
- معضلة ريمان-هيلبرت,
- مصفوفة ريمان,
- مجموع ريمان
- صيغة ريمان-سيغل.
- هندسة ريمان-كارتن،